# Выборы в Сенат США (2018)
Выборы в Сенат США в 2018 году — выборы в верхнюю палату Конгресса Соединённых Штатов Америки, состоявшиеся 6 ноября 2018 года, в ходе которых распределяются 33 места из 100. В тот же день проводились и другие выборы, в том числе выборы в палату представителей Конгресса США, а также выборы губернаторов (в 39 штатах).

## Общие сведения
Переизбираются сенаторы 1 класса — от штатов Аризона, Калифорния, Коннектикут, Делавэр, Флорида, Гавайи, Мэн, Мэриленд, Массатчусетс, Мичиган, Миннесота, Миссисипи, Миссури, Монтана, Небраска, Невада, Нью-Джерси, Нью-Мексико, Нью-Йорк, Северная Дакота, Огайо, Пенсильвания, Род-Айленд, Теннесси, Техас, Юта, Вермонт, Виргиния, Вашингтон, Западная Виргиния, Висконсин, Вайоминг. Из них одни выборы в Миннесоте и выборы в Миссисипи являются специальными из-за отставок двух сенаторов Тэда Кокрана от Миссисипи по состоянию здоровья и Эла Франкена из-за обвинений в сексуальных домогательствах.
С 2014 года большинство в Сенате 114-го созыва Конгресса (3 января 2015 — 3 января 2017) принадлежало Республиканской партии — 54 места из 100. После выборов в 2016 году, республиканцы сохранили большинство, но потеряли два места, а в 2017 году, на специальных выборах в Алабаме победу одержал демократ Даг Джонс; таким образом, в Сенате заседали 51 представителей республиканской партии, 47 — демократической и ещё 2 независимых сенатора в коалиции с демократами. Среди сенаторов 1 класса было 24 представителей демократической партии, 2 независимых, и 7 — республиканской.
Окончательные итоги выборов были подведены только 27 ноября 2018 года, после второго тура голосования в Миссисипи.

## Результаты
| Штат                             | Действующий сенатор | Партия | Победитель выборов                        |
| -------------------------------- | ------------------- | ------ | ----------------------------------------- |
| Аризона                          | Джефф Флэйк         | Р      | Кирстен Синема (Д)                        |
| Калифорния                       | Дайэнн Файнстайн    | Д      | Переизбрана                               |
| Коннектикут                      | Крис Мёрфи          | Д      | Переизбран                                |
| Делавэр                          | Томас Карпер        | Д      | Переизбран                                |
| Флорида                          | Билл Нельсон        | Д      | Рик Скотт (Р)                             |
| Гавайи                           | Мэйзи Хироно        | Д      | Переизбрана                               |
| Индиана                          | Джо Доннелли        | Д      | Майк Браун (Р)                            |
| Мэн                              | Ангус Кинг          | Н      | Переизбран                                |
| Мэриленд                         | Бен Кардин          | Д      | Переизбран                                |
| Массачусетс                      | Элизабет Уоррен     | Д      | Переизбрана                               |
| Мичиган                          | Дебби Стабенау      | Д      | Переизбрана                               |
| Миннесота                        | Эми Клобушар        | Д      | Переизбрана                               |
| Миннесота (специальные довыборы) | Тина Смит           | Д      | Переизбрана                               |
| Миссисипи                        | Роджер Уикер        | Р      | Переизбран                                |
| Миссисипи (специальные довыборы) | Синди Хайд-Смит     | Р      | Переизбрана во втором туре 27 ноября 2018 |
| Миссури                          | Клэр Маккэскилл     | Д      | Джош Хоули (Р)                            |
| Монтана                          | Джон Тестер         | Д      | Переизбран                                |
| Небраска                         | Деб Фишер           | Р      | Переизбрана                               |
| Невада                           | Дин Хеллер          | Р      | Джеки Роузен (Д)                          |
| Нью-Джерси                       | Роберт Менендес     | Д      | Переизбран                                |
| Нью-Мексико                      | Мартин Генрих       | Д      | Переизбран                                |
| Нью-Йорк                         | Кирстен Джиллибранд | Д      | Переизбрана                               |
| Северная Дакота                  | Хэйди Хайткэмп      | Д      | Кевин Крамер (Р)                          |
| Огайо                            | Шеррод Браун        | Д      | Переизбран                                |
| Пенсильвания                     | Боб Кейси           | Д      | Переизбран                                |
| Род-Айленд                       | Шелдон Уайтхаус     | Д      | Переизбран                                |
| Теннесси                         | Боб Коркер          | Р      | Марша Блэкбёрн (Р)                        |
| Техас                            | Тед Круз            | Р      | Переизбран                                |
| Юта                              | Оррин Хэтч          | Р      | Митт Ромни (Р)                            |
| Вермонт                          | Берни Сандерс       | Н      | Переизбран                                |
| Виргиния                         | Тим Кейн            | Д      | Переизбран                                |
| Вашингтон                        | Мария Кантуэлл      | Д      | Переизбрана                               |
| Западная Виргиния                | Джо Мэнчин          | Д      | Переизбран                                |
| Висконсин                        | Тэмми Болдуин       | Д      | Переизбрана                               |
| Вайоминг                         | Джон Баррассо       | Р      | Переизбран                                |